# Alexandre Colonna-Walewski
Alexandre Colonna, graaf Walewski (Walewice, 4 mei 1810 – Straatsburg, 27 september 1868) was een Pools-Frans politicus en diplomaat. Hij was de zoon van Napoleon Bonaparte en diens minnares Maria Walewska en erkend door de man van Maria, waardoor hij formeel een graaf Walewski was.

## Leven
Op 14-jarige leeftijd weigerde hij het Russische leger in te gaan. Hij vluchtte daarom naar Londen en daarna naar Parijs. De Franse regering weigerde hem uit te leveren aan de Russische autoriteiten. Koning Lodewijk Filips stuurde hem daarna in 1830 naar Polen, waar hij door de leiders van de Poolse opstanden naar Londen werd gezonden.
Na de val van Warschau bleef hij eerst twee jaar in Londen. Na die twee jaar besloot hij het Franse leger in te gaan. Hij diende als kapitein in het Frans Vreemdelingenlegioen en de Chasseurs d'Afrique. In 1837 legde hij zijn functies in het leger neer en begon hij te schrijven voor de pers en voor het toneel.
In 1840 zond koning Lodewijk Filips hem naar Egypte. Daarna werd hij door François Guizot naar Buenos Aires in Argentinië gezonden. Nadat zijn neef Napoleon III in 1852 tot keizer van Frankrijk was uitgeroepen, was Walewski achtereenvolgens gezant in Florence, ambassadeur in Napels en ambassadeur in Londen.
In 1855 volgde hij Édouard Drouyn de Lhuys op als minister van Buitenlandse Zaken. Dit bleef hij tot 1860. In 1856 zat hij het Congres van Parijs voor. Van 1865 tot 1867 was hij voorzitter van het Wetgevend Lichaam.
Alexandre Walewski stierf op 27 oktober 1868 en werd begraven op het Cimetière du Père-Lachaise te Parijs.

## Huwelijken en nakomelingen
Walewski trouwde in 1831 met Catharine Caroline Montagu. Zij overleed twee jaar later. Daarna trouwde hij in 1846 in Firenze met Maria Anna di Ricci.
Hij had zeven kinderen, twee uit zijn eerste huwelijk, vier uit zijn tweede huwelijk en één buitenechtelijk kind:
- Met Catharine Caroline Montagu:
  - Louise Marie Colonna-Walewska.
  - George Eduard Auguste Colonna-Walewski.

Beide kinderen stierven jong.
- Met Maria Anna di Ricci:
  - Isabelle Colonna-Walewski.
  - Charles Walewski. Charles is in 1916 overleden aan een longaandoening terwijl hij in dienst was tijdens de Eerste Wereldoorlog.
  - Elise Colonna-Walewski.
  - Eugenie Colonna-Walewski.
- Met zijn minnares Rachel Felix:
  - Alexandre Antoine Colonna-Walewski, (erkend in 1844 en geadopteerd door Walewski in 1860).

## Werken
- Un mot sur la question d'Afrique, Parijs 1837
- L'Alliance Anglaise, Parijs 1838
- L'Ècole du Monde, ou la Coquette sans le savoir (komedie), Parijs 1840

- Biblioteca Nacional de España: XX4940969
- Bibliothèque nationale de France: cb10730075w (data)
- Gemeinsame Normdatei: 11877106X
- International Standard Name Identifier: 0000 0001 1556 9687
- Library of Congress Control Number: n92106732
- Nationale Bibliotheek van Tsjechië: xx0205223
- Nationale Bibliotheek van Israël: 987007388188005171
- Nationale Bibliotheek van Polen: a0000002496314
- Nederlandse Thesaurus van Auteursnamen: 070671842
- Istituto Centrale per il Catalogo Unico: CUBV162735
- Système universitaire de documentation: 080128033
- Trove: 1528126
- Virtual International Authority File: 62344606
- WorldCat: E39PBJmXMkkBJptvybJcMGGbVC